# Toroidion
Toroidion est un constructeur automobile finlandais basé à Raseborg, disparu en 2022. 
En 2015, Toroidion a présenté un concept car : la supercar électrique 1MW Concept. Le pilote de course Mika Salo a rejoint l'équipe R&D de Toroidion en 2016. À ce moment, Toroidion visait une participation aux 24 Heures du Mans à brève échéance.

## Production
Le 8 janvier 2019, il est annoncé que les voitures seront fabriquées sur commande et que la capacité de production maximale est de 75 par an. Le modèle est appelé EUSSTA M1. La voiture est proposée au prix de 250 000 €.

## Disparition
La compagnie fait faillite en 2022, sans avoir produit le moindre véhicule. 